# Франкенмут (Мічиган)
Франкенмут (англ. Frankenmuth) — місто (англ. city) в США, в окрузі Сегіно штату Мічиган. Населення — 4987 осіб (2020). Місто є одним з туристичних центрів у штаті Мічиган, що привертає кілька мільйонів туристів щорічно.

## Географія
Франкенмут розташований за координатами 43°19′58″ пн. ш. 83°44′21″ зх. д. / 43.33278° пн. ш. 83.73917° зх. д. (43.332832, -83.739129).  За даними Бюро перепису населення США в 2010 році місто мало площу 7,89 км², з яких 7,75 км² — суходіл та 0,13 км² — водойми.

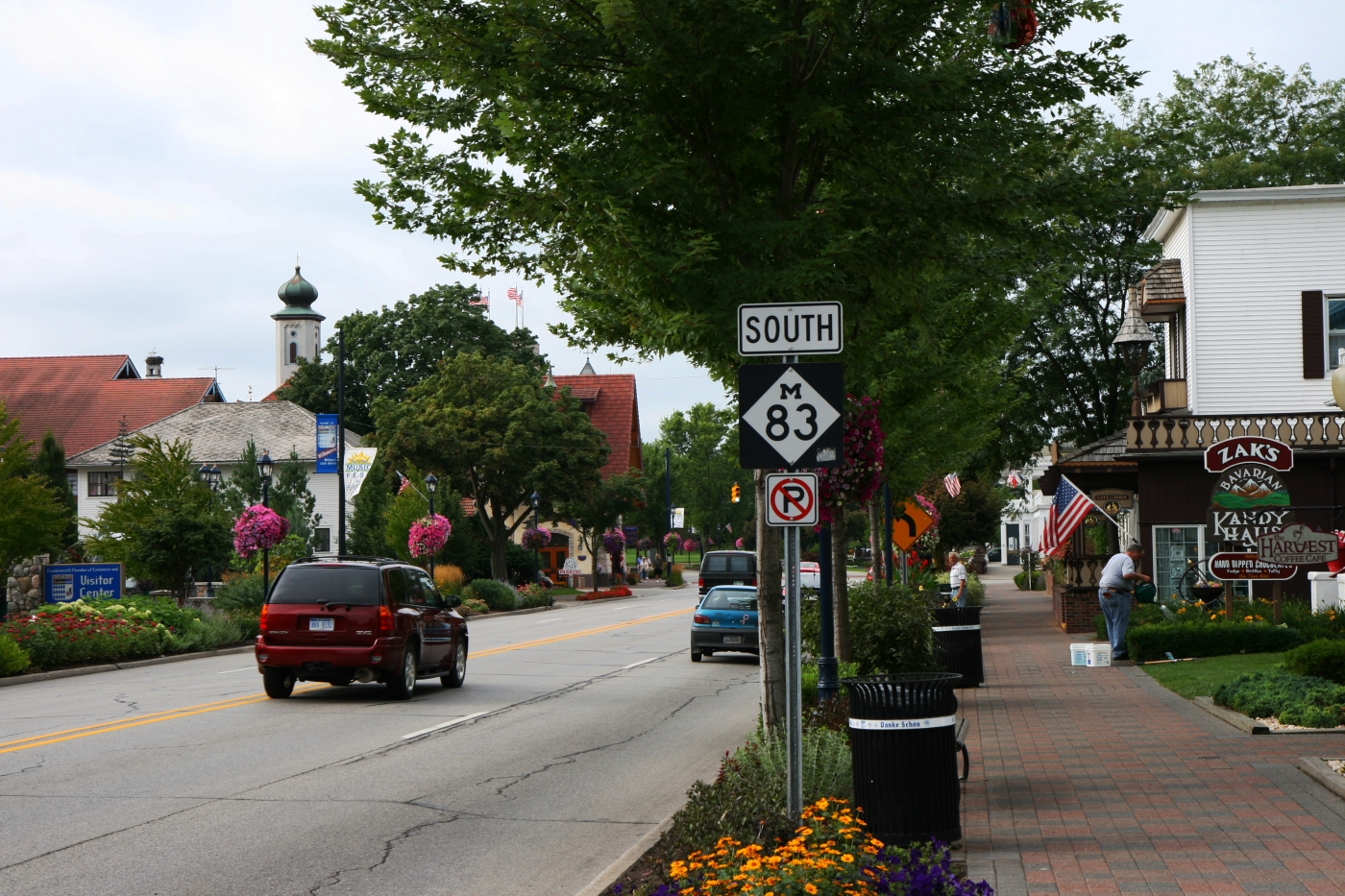
Центр міста

Місто займає площу 7,2 км², з яких 7,1 км² земля і 0,2 км² — вода. Через місто протікає річка Касс.

## Демографія

### Перепис 2010

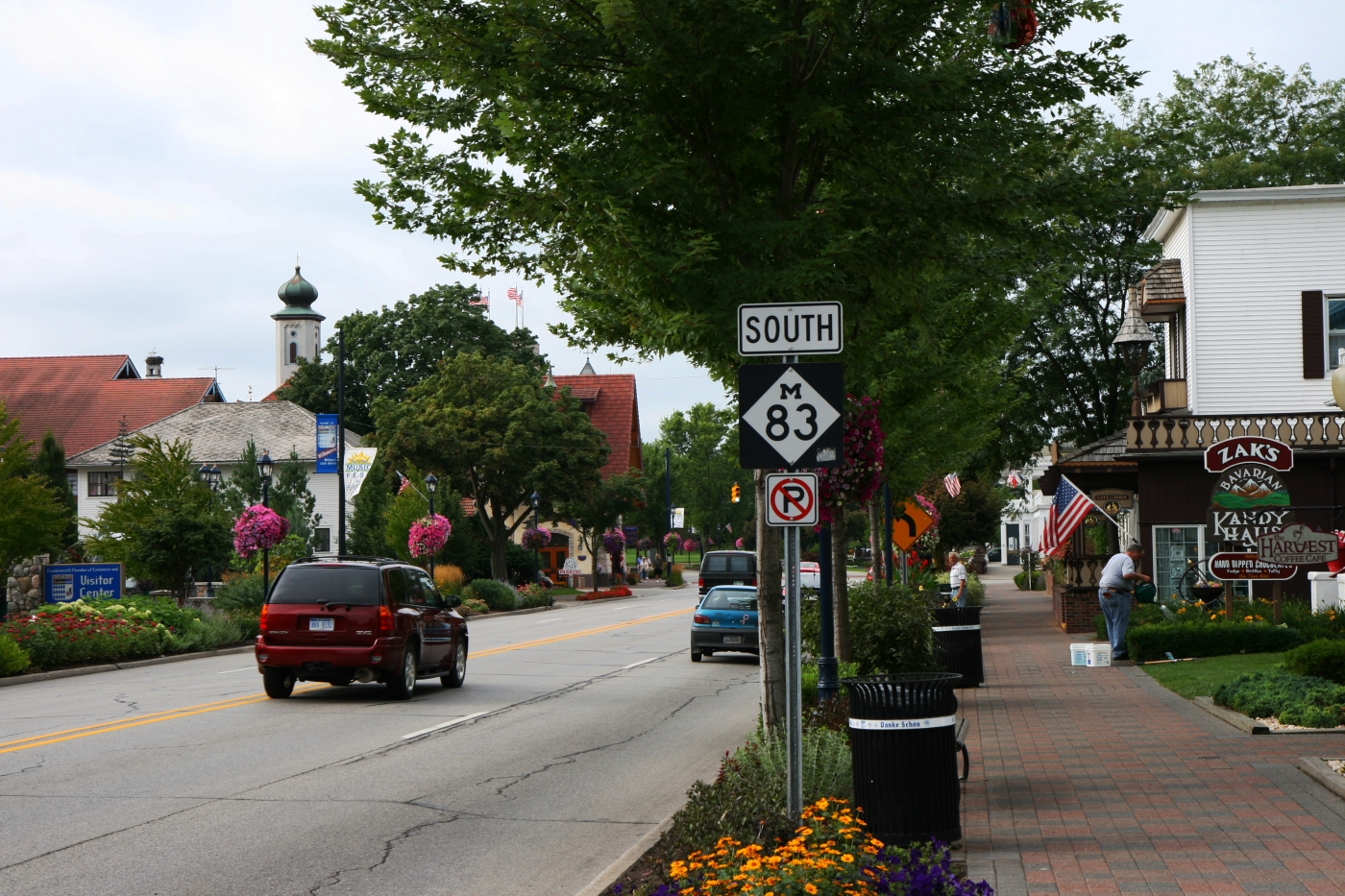
Центр міста

Згідно з переписом 2010 року, у місті мешкали 4944 особи в 2200 домогосподарствах у складі 1313 родин. Густота населення становила 627 осіб/км².  Було 2396 помешкань (304/км²).
Расовий склад населення:
| - 97,4 % — білих - 0,8 % — азіатів - 0,5 % — чорних або афроамериканців - 0,2 % — корінних американців |

До двох чи більше рас належало 0,6 %. Частка іспаномовних становила 1,9 % від усіх жителів.
За віковим діапазоном населення розподілялося таким чином: 19,3 % — особи молодші 18 років, 51,8 % — особи у віці 18—64 років, 28,9 % — особи у віці 65 років та старші. Медіана віку мешканця становила 50,1 року. На 100 осіб жіночої статі у місті припадало 81,6 чоловіків;  на 100 жінок у віці від 18 років та старших — 76,7 чоловіків також старших 18 років.
Середній дохід на одне домашнє господарство  становив 67 088 доларів США (медіана — 47 199), а середній дохід на одну сім'ю — 94 872 долари (медіана — 83 518). Медіана доходів становила 65 278 доларів для чоловіків та 54 500 доларів для жінок. За межею бідності перебувало 5,2 % осіб, у тому числі 4,3 % дітей у віці до 18 років та 5,0 % осіб у віці 65 років та старших.
Цивільне працевлаштоване населення становило 2125 осіб. Основні галузі зайнятості: освіта, охорона здоров'я та соціальна допомога — 25,0 %, роздрібна торгівля — 16,5 %, мистецтво, розваги та відпочинок — 13,5 %, фінанси, страхування та нерухомість — 12,2 %.

### Перепис 2000
За даними перепису 2000 року в Франкенмуті проживало 4838 осіб, кількість домогосподарств становила 2123. Мешкало 1322 сімей.
Густота населення становить 684,2 осіб на км². 98,8% населення складають білі американці, 0,27% афроамериканців, 0,21% корінних американців (індіанців), 0,29% азіатів, 0,06% інших рас.
54,8% населення перебувають у шлюбі, 24,8% домогосподарств мають дітей у віці до 18 років, 37,7% незаміжнє.

## Міста-побратими
- Гунценхаузен (Баварія)